# Rodrigues Neto
Pour les articles homonymes, voir José Rodrigues (homonymie), Rodrigues (homonymie) et Neto.
José Rodrigues Neto (né le 6 décembre 1949 à Central de Minas au Minas Gerais et mort le 29 avril 2019 à Rio de Janeiro) est un footballeur international brésilien qui évoluait au poste de défenseur, avant de devenir ensuite entraîneur.

## Biographie

### Carrière de joueur

#### Carrière en club
Rodrigues Neto joue un total de 159 matchs en première division brésilienne, inscrivant 7 buts.
Il remporte au cours de sa carrière en club trois championnats de Rio de Janeiro, deux championnats du Rio Grande do Sul, et également deux Coupes Guanabara.

#### Carrière en équipe nationale
Avec l'équipe du Brésil, Rodrigues Neto joue onze matchs, sans inscrire de but, entre 1972 et 1978.
Il figure dans le groupe des sélectionnés lors de la Coupe du monde de 1978. Lors du mondial organisé en Argentine, il joue quatre matchs : contre l'Autriche, le Pérou, l'Argentine et l'Italie. Le Brésil se classe troisième de la compétition.
Il remporte la Coupe de l'Indépendance en 1972 avec l'équipe du Brésil.

## Palmarès

### Palmarès en sélection
Brésil
- Coupe de l'Indépendance (1) :
  - Champion : 1972.

### Palmarès en club
| Flamengo - Championnat de Rio de Janeiro (2) : - Champion : 1972 et 1974. - Coupe Guanabara (2) : - Vainqueur : 1970, 1972 et 1973. |  | Fluminense - Championnat de Rio de Janeiro (1) : - Champion : 1976. |  | Internacional - Championnat du Rio Grande do Sul (2) : - Champion : 1981 et 1982. |